# Centromacronema auripenne
Centromacronema auripenne är en nattsländeart som först beskrevs av Jules Pièrre Rambur 1842.  Centromacronema auripenne ingår i släktet Centromacronema och familjen ryssjenattsländor. Inga underarter finns listade i Catalogue of Life.

## Bildgalleri

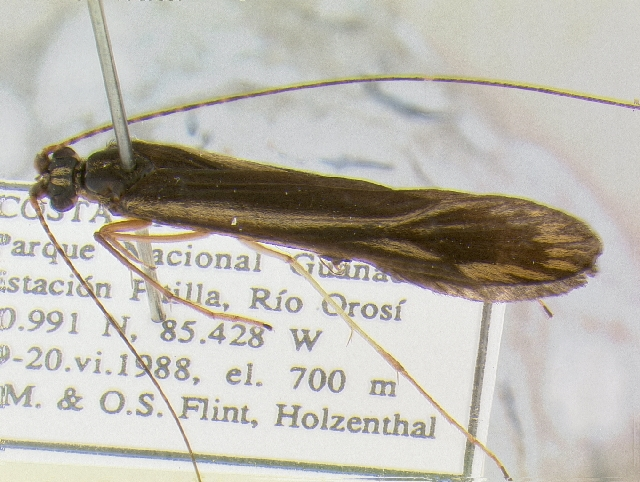